# جون بول (سياسي أمريكي)
جون بول (بالإنجليزية: John Bull)‏ هو سياسي أمريكي وبريطاني (وحمل سابقاً جنسية مملكة بريطانيا العظمى والمملكة المتحدة لبريطانيا العظمى وأيرلندا)، ولد في 1740 في مقاطعة بوفورت في الولايات المتحدة، وتوفي بنفس المكان في 1802.